# Tour de China II 2019
La 16.ª edición del Tour de China II fue una carrera de ciclismo en ruta por etapas que se celebró entre el 16 y el 22 de septiembre de 2019 con inicio en la ciudad de Jianghua y final en la ciudad de Mengdingshan en República Popular China. El recorrido constó de un prólogo y 4 etapas sobre una distancia total de 470,2 km.
La carrera hizo parte del circuito UCI Asia Tour 2019 dentro de la categoría 2.1. El vencedor final fue el chino Xianjing Lyu del Hengxiang seguido del portugués José Fernandes del Burgos-BH y el costarricense Kevin Rivera del Androni Giocattoli-Sidermec.

## Equipos participantes
Tomaron la partida un total de 20 equipos, de los cuales 4 son de categoría Profesional Continental y 16 Continental, quienes conformaron un pelotón de 127 ciclistas de los cuales terminaron 115. Los equipos participantes fueron:
| Equipos continentales profesionales (4)- Androni Giocattoli-Sidermec - Bardiani CSF - Burgos-BH - Team Novo Nordisk Equipos continentales (17)- Brunei Continental - Minsk Cycling Club - Tianyoude Hotel - Memil - Ferei - Team BridgeLane - Terengganu Inc-TSG Cycling Team - Sapura - Vino-Astana Motors - KSPO-Bianchi Asia - ProTouch - Ningxia Sports Lottery Livall Gusto - Shenzhen Xidesheng - Hengxiang - Taiyuan Miogee - Mitchelton-BikeExchange - Kunbao Sport Equipo nacional- Hong Kong |
| |

## Etapas
| Etapa     | Fecha     | Recorrido                       | type                    | Distancia (km) | Ganador         | Líder           |
| --------- | --------- | ------------------------------- | ----------------------- | -------------- | --------------- | --------------- |
| Prólogo   | 16 de sep | Jianghua – Jianghua             | contrarreloj individual | 5,2            | Artiom Ovechkin | Artiom Ovechkin |
| 1.ª etapa | 17 de sep | Jianghua – Jianghua             | etapa llana             | 141,3          | Marco Benfatto  | Artiom Ovechkin |
|           | 18 de sep | Día de descanso                 | Día de descanso         |                |                 |                 |
| 2.ª etapa | 19 de sep | Anshun – Anshun                 | etapa llana             | 127,8          | Marco Benfatto  | Youcef Reguigui |
|           | 20 de sep | Día de descanso                 | Día de descanso         |                |                 |                 |
| 3.ª etapa | 21 de sep | Mingshan (Ya'an) – Mengdingshan | etapa de media montaña  | 104,7          | Kevin Rivera    | Lyu Xianjing    |
| 4.ª etapa | 22 de sep | Mengdingshan – Mengdingshan     | etapa llana             | 91,2           | Reynard Butler  | Lyu Xianjing    |

## Clasificaciones finales
Las clasificaciones finalizaron de la siguiente forma:

### Clasificación general
| \| Clasificación general \| Clasificación general \| Clasificación general \| Clasificación general \| Clasificación general \| \| Ciclista \| Ciclista \| Equipo \| Tiempo \| \| \| --------------------- \| --------------------- \| --------------------- \| --------------------- \| --------------------- \| |          |        |        |
| |          |        |        |
| Fuente: ProCyclingStats |          |        |        |
| Clasificación general |          |        |        |
| Ciclista | Ciclista | Equipo | Tiempo |

### Clasificación por puntos
| Clasificación por puntos | Clasificación por puntos | Clasificación por puntos | Clasificación por puntos | Clasificación por puntos |
| Ciclista                 | Ciclista                 | Equipo                   | Puntos                   |                          |
| ------------------------ | ------------------------ | ------------------------ | ------------------------ | ------------------------ |

### Clasificación de la montaña
| Clasificación de la montaña | Clasificación de la montaña | Clasificación de la montaña | Clasificación de la montaña | Clasificación de la montaña |
| Ciclista                    | Ciclista                    | Equipo                      | Puntos                      |                             |
| --------------------------- | --------------------------- | --------------------------- | --------------------------- | --------------------------- |

### Clasificación por equipos
| Clasificación por equipos | Clasificación por equipos | Clasificación por equipos | Clasificación por equipos |
| Equipo                    | Equipo                    | Tiempo                    |                           |
| ------------------------- | ------------------------- | ------------------------- | ------------------------- |

## Evolución de las clasificaciones
| Etapa                   | Vencedor                | Clasificación general | Clasificación por puntos | Clasificación de la montaña | Clasificación por equipos   |
| ----------------------- | ----------------------- | --------------------- | ------------------------ | --------------------------- | --------------------------- |
| Prólogo                 | Artem Ovechkin          | Artem Ovechkin        | no otorgado              | no otorgado                 | BridgeLane                  |
| 1.ª                     | Marco Benfatto          | Artem Ovechkin        | Marco Benfatto           | Andrea Guardini             | BridgeLane                  |
| 2.ª                     | Marco Benfatto          | Youcef Reguigui       | Marco Benfatto           | Zheng Zhang                 | BridgeLane                  |
| 3.ª                     | Kevin Rivera            | Xianjing Lyu          | Marco Benfatto           | Kevin Rivera                | Androni Giocattoli-Sidermec |
| 4.ª                     | Reynard Butler          | Xianjing Lyu          | Youcef Reguigui          | Kevin Rivera                | Androni Giocattoli-Sidermec |
| Clasificaciones finales | Clasificaciones finales | Xianjing Lyu          | Youcef Reguigui          | Kevin Rivera                | Androni Giocattoli-Sidermec |

## UCI World Ranking
El Tour de China II otorgó puntos para el UCI World Ranking para corredores de los equipos en las categorías UCI WorldTeam, Profesional Continental y Equipos Continentales. Las siguientes tablas muestran el baremo de puntuación y los 10 corredores que obtuvieron más puntos:
| Posición              | 1.º | 2.º | 3.º | 4.º | 5.º | 6.º | 7.º | 8.º | 9.º | 10.º | 11.º | 12.º | 13.º-15.º | 16.º-25.º |
| Clasificación general | 125 | 85  | 70  | 60  | 50  | 40  | 35  | 30  | 25  | 20   | 15   | 10   | 5         | 3         |
| Por etapa             | 14  | 5   | 3   |     |     |     |     |     |     |      |      |      |           |           |
| Líder                 | 3   |     |     |     |     |     |     |     |     |      |      |      |           |           |

| Clasificación |                       |                             |         |       |       |       |
| Posición      | Ciclista              | Equipo                      | General | Etapa | Líder | Total |
| ------------- | --------------------- | --------------------------- | ------- | ----- | ----- | ----- |
| 1.º           | Xianjing Lyu          | Hengxiang                   | 125     | 5     | 3     | 133   |
| 2.º           | José Fernandes        | Burgos-BH                   | 85      | 3     | -     | 88    |
| 3.º           | Kevin Rivera          | Androni Giocattoli-Sidermec | 70      | 14    | -     | 84    |
| 4.º           | Artem Ovechkin        | Terengganu Inc-TSG          | 60      | 14    | 6     | 80    |
| 5.º           | Hayden McCormick      | BridgeLane                  | 50      | -     | -     | 50    |
| 6.º           | Mattia Frapporti      | Androni Giocattoli-Sidermec | 40      | -     | -     | 40    |
| 7.º           | Jambaljamts Sainbayar | Ferei                       | 35      | -     | -     | 35    |
| 8.º           | Youcef Reguigui       | Terengganu Inc-TSG          | 15      | 13    | 3     | 31    |
| 9.º           | Ka Hoo Fung           | Hong Kong China             | 30      | -     | -     | 30    |
| 10.º          | Marco Benfatto        | Androni Giocattoli-Sidermec | -       | 28    | -     | 28    |